# Agathe Dyvrande-Thévenin

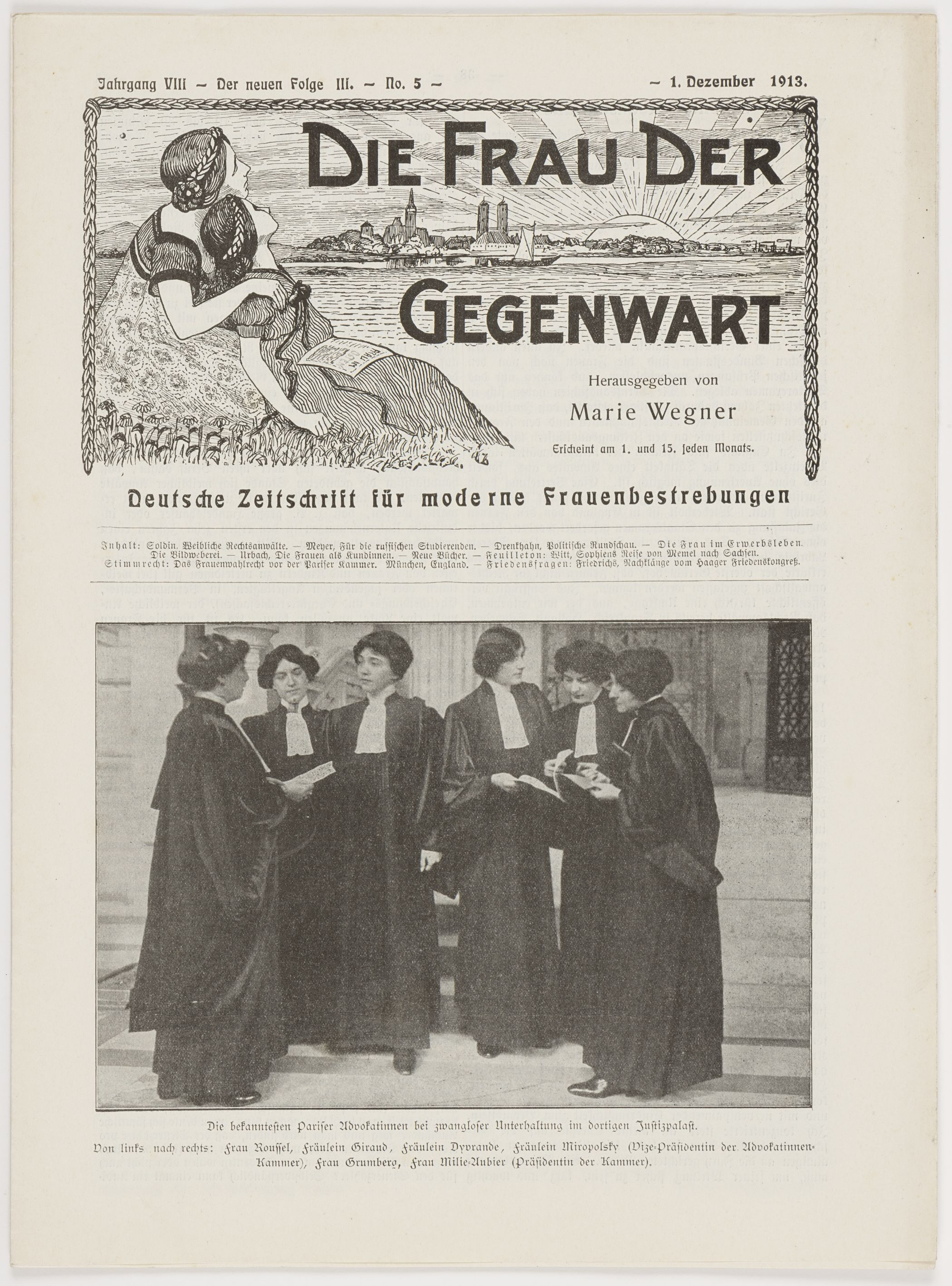
Les avocates parisiennes les plus connues en conversation informelle au Palais de Justice de Paris.

Agathe Dyvrande-Thévenin, née le 2 décembre 1885 à Baugé et morte le 22 décembre 1977 à Fontenay-aux-Roses, est l'une des premières avocates françaises. Elle défend les droits des femmes, en particulier leur accès aux carrières juridiques et au droit de vote. En 1928, elle est l’une des fondatrices de la Fédération internationale des femmes magistrats et avocats.

## Biographie

### Jeunesse et formation
Agathe Dyvrande est née le 2 décembre 1885 à Baugé. Son père, Ernest Dyvandre, est avocat puis procureur de la République.
Elle fait des études à la faculté de droit de Paris où elle obtient une licence en juillet 1907.
Elle épouse Henri Thévenin, ingénieur civil inspecteur au chemin de fer du Nord.

### Accès à la profession d'avocate
Depuis le 1er décembre 1900, les femmes sont autorisées à être avocates et Agathe Dyvrande-Thévenin prête serment au Barreau de Paris le 6 novembre 1907,. Elle est, avec Marguerite Dilhan, Maria Vérone et Suzanne Grinberg, une des premières à s'engager dans cette voie ouverte par Jeanne Chauvin. Cependant la loi de 1900 établit une inégalité entre les avocats des deux sexes, les femmes n'étant pas autorisées à accéder à la magistrature. D'autre part, le parcours des premières femmes avocates n'est pas simple : « Je me réjouis de voir le Palais, faire aux femmes la place qu’elles méritent. Au temps béni de mon stage, elles avaient de graves difficultés à vaincre : vous en souvient-il, Maria Vérone, Agathe Dyvrande, Suzanne Grinberg (Jean Python) »,.
En décembre 1910, elle obtient son doctorat, avec une mention très bien et les félicitations du jury, pour sa thèse intitulée « Le Bien de famille, étude juridique de la loi du 12 juillet 1909 »,.
En 1918, elle défend l'institutrice Hélène Brion qui comparaît devant le Conseil de guerre, accusée de trahison et de faire du pacifisme sous couvert de féminisme et son co-accusé, le soldat Mouffard, suspecté d’avoir fait circuler de la propagande pacifiste au front,. Hélène Brion est condamnée à 3 ans de prison et Mouffard à 6 mois,.
En 1911, alors qu'elle est avocate et secrétaire d'un magistrat de la Cour de cassation, sa demande d'admission au stage lui est refusée par le Conseil de l’ordre des avocats à la Cour de Cassation et au Conseil d’Etat.

### Droits des femmes
Agathe Dyvrande-Thévenin se déclare féministe, dès sa prestation de serment, « Je suis féministe comme toutes les femmes le sont ou devraient l’être, c’est-à-dire pour l’accession de toutes les femmes aux carrières compatibles avec les conditions de leur sexe ». Elle défend les droits des femmes en général ainsi que leur droit de vote. Elle avance également des revendications juridiques pour la reconnaissance du travail non rémunéré effectué par les femmes au sein du foyer et pour une protection internationale de la maternité.
En 1926, elle prend la présidence du groupement amical des avocates de France et, en 1928, elle participe à la fondation de la Fédération internationale des femmes magistrats et avocats (FIFCJ) avec Vera Poska-Grünthal, Clara Campoamor, Marcelle Kraemer- Bach (France) et Margarete Berent. La FIFCJ a pour objectif de favoriser l'accès des femmes aux carrières et aux études juridiques et de défendre les droits des femmes de façon générale par la voie juridique. Agathe Dyvrande-Thévenin en est la première présidente et son rôle est salué par ses paires pour son efficacité dans la construction d'une solidarité au-delà des frontières.
Très rapidement, en 1929, avec Marcelle Kraemer-Bach, Agathe Dyvrande-Thévenin demande au Ministre de la justice que les femmes puissent être juges dans les tribunaux pour enfants en France, se basant sur un cas en Pologne, demande soutenue par le député Pierre Cathala,. Les tribunaux pour enfants existent depuis 1912 et les féministes considèrent qu'ils pourraient être une étape vers d'autres fonctions dans la magistrature. Il faudra cependant attendre 1946 pour que les femmes puissent accéder à la magistrature.
En 1948, son nom est évoqué, avec ceux d'Aimé Borrel, Marie-Thérèse Moreau, Hélène Campinchi et Lucile Tinayre-Grenaudier pour être la première femme à siéger au Conseil de l'Ordre des avocats.
En 1947, elle est la doyenne des avocats, dans l’ordre d’inscription du barreau (44 ans de barreau)
Elle décède le 22 décembre 1977 à Fontenay-aux-Roses.

## Honneurs
Agathe Dyvrande-Thévenin est nommée chevalier de la Légion d’Honneur en 1934.